# Samantha Dale
Samantha Dale (30 giugno 2001) è una lunghista australiana.

## Biografia
Veste per la prima volta la maglia della nazionale australiana giovanile ai campionati oceaniani under 20 di Townsville 2019, dove conquista la medaglia d'oro nel salto in lungo. Nel 2022 è medaglia d'argento ai campionati oceaniani assoluti di Mackay, mentre ai campionati mondiali di Eugene dello stesso anno non riesce a superare i turni di qualificazione alla finale; lo stesso anno si classifica decima ai Giochi del Commonwealth di Birmingham.
Nel 2023 prende parte ai campionati mondiali di Budapest, fermandosi ai turni di qualificazione, ma ai Giochi del Pacifico di Honiara 2023 riesce a mettere al collo la medaglia d'oro. Un'altra medaglia d'oro internazionale risale al 2024, quando vince la gara del salto in lungo ai campionati oceaniani di Suva, mentre nel 2025 si classifica settima ai Giochi mondiali universitari di Bochum.

## Progressione

### Salto in lungo
| Stagione | Misura            | Luogo     | Data       | Rank. Mond. |
| -------- | ----------------- | --------- | ---------- | ----------- |
| 2025     | 6,48 m (+0,9 m/s) | Ginevra   | 21-6-2025  |             |
| 2024     | 6,50 m (+0,7 m/s) | Melbourne | 15-2-2024  |             |
| 2023     | 6,71 m (0,0 m/s)  | Melbourne | 23-2-2023  |             |
| 2022     | 6,70 m (+0,5 m/s) | Brisbane  | 6-3-2022   |             |
| 2021     | 6,32 m (+1,0 m/s) | Brisbane  | 27-3-2021  |             |
| 2020     | 6,20 m (+0,7 m/s) | Canberra  | 13-2-2020  |             |
| 2019     | 6,22 m (+0,4 m/s) | Brisbane  | 23-3-2019  |             |
| 2018     | 6,03 m (+0,4 m/s) | Sydney    | 17-3-2018  |             |
| 2017     | 5,62 m (0,0 m/s)  | Adelaide  | 8-12-2017  |             |
| 2016     | 5,02 m (+0,9 m/s) | Sydney    | 18-12-2016 |             |

## Palmarès
| Anno | Manifestazione                | Sede       | Evento         | Risultato      | Prestazione       | Note |
| ---- | ----------------------------- | ---------- | -------------- | -------------- | ----------------- | ---- |
| 2019 | Campionati oceaniani under 20 | Townsville | Salto in lungo | Oro            | 6,02 m (+1,1 m/s) |      |
| 2022 | Campionati oceaniani          | Mackay     | Salto in lungo | Argento        | 6,31 m (+1,3 m/s) |      |
| 2022 | Campionati mondiali           | Eugene     | Salto in lungo | Qualificazione | 6,04 m (-0,4 m/s) |      |
| 2022 | Giochi del Commonwealth       | Birmingham | Salto in lungo | 10ª            | 6,32 m (+1,1 m/s) |      |
| 2023 | Campionati mondiali           | Budapest   | Salto in lungo | Qualificazione | 6,35 m (+1,5 m/s) |      |
| 2023 | Giochi del Pacifico           | Honiara    | Salto in lungo | Oro            | 6,42 m (+0,6 m/s) |      |
| 2024 | Campionati oceaniani          | Suva       | Salto in lungo | Oro            | 6,47 m (+2,5 m/s) | w    |
| 2025 | Giochi mondiali universitari  | Bochum     | Salto in lungo | 7ª             | 6,36 m (-1,2 m/s) |      |

## Campionati nazionali
- 2 volte campionessa australiana assoluta del salto in lungo (2022, 2025)
- 1 volta campionessa australiana under 20 del salto in lungo (2019)
- 1 volta campionessa australiana under 18 del salto in lungo (2018)

2018
- Oro ai campionati australiani under 18, salto in lungo - 6,03 m (vento: +0,4 m/s)

2019
- Oro ai campionati australiani under 20, salto in lungo - 6,23 m (vento: +2,3 m/s - w)
- 9ª ai campionati australiani assoluti, salto in lungo - 6,00 m (vento: 0,0 m/s)

2021
- Bronzo ai campionati australiani assoluti, salto in lungo - 6,30 m (vento: +1,4 m/s)

2022
- Oro ai campionati australiani assoluti, salto in lungo - 6,64 m (vento: +2,7 m/s - w)

2023
- 4ª ai campionati australiani assoluti, salto in lungo - 6,36 m (vento: -1,2 m/s)

2024
- 4ª ai campionati australiani assoluti, salto in lungo - 6,30 m (vento: +0,2 m/s)

2025
- Oro ai campionati australiani assoluti, salto in lungo - 6,45 m (vento: +2,3 m/d - w)